# 2010年3月

## 3月1日
- 大西洋風暴辛西亞襲擊歐洲，葡萄牙至荷蘭廣泛地區受影響。已有53人死亡。中央廣播電台
- 日本PS3遊戲主機，出現集體當機，全球約有2千三百萬部故障。後證實是系統軟體誤認2010年3月1日為不存在錯誤的日期2010年2月29日（誤判為閏年）。[]

## 3月3日
- 中国人民政治协商会议第十一届全国委员会第三次会议在人民大会堂开幕。新华网（页面存档备份，存于）
- 伊拉克迪亚拉省首府巴古拜连续发生三起炸弹爆炸袭击事件，造成至少33人死亡。人民网（页面存档备份，存于）

## 3月4日
- 台灣發生6.4規模強震，震央位於高雄縣山區，甲仙地震站東偏南方17公里處，並造成火災、停電、台灣高鐵停駛等狀況。自由時報[]
- 印度北部北方邦一座寺庙在举行慈善活动中发生踩踏事件，目前已造成至少63人死亡。YahooNews（页面存档备份，存于）

## 3月5日
- 中华人民共和国第十一届全国人民代表大会第三次会议在北京人民大会堂开幕。新华网（页面存档备份，存于）
- 一个国际研究小组在《科学》杂志上发表研究报告，确认在6500万年前，一颗小行星撞击今天墨西哥境内的希克苏鲁伯地区是造成白垩纪-第三纪恐龙大灭绝的原因。新华网（页面存档备份，存于）路透（页面存档备份，存于）Science（页面存档备份，存于）

## 3月6日
- 多哥全国独立选举委员会宣布，现任总统福雷·纳辛贝在4日举行的总统选举中获得60.9%的选票，成功连任。新华网 Archive.today的存檔，存档日期2013-04-28
- 冰岛举行全民公决，否决因政府接管在2008年金融危机中陷入困境的冰岛国民银行而向英国与荷兰储户赔偿39亿欧元存款损失的议案。新华网（页面存档备份，存于） BBC中文网（页面存档备份，存于）

## 3月7日
- 尼日利亚高原州首府乔斯附近的一个村庄发生穆斯林和基督徒之间的教派冲突，造成至少200人死亡。凤凰网（页面存档备份，存于）
- 伊拉克舉行議會選舉。[來源請求]

## 3月8日
- 《拆弹部队》在第82屆奧斯卡金像獎奪得包括最佳影片等六個獎項，成為大贏家。其中嘉芙蓮·碧格露更是首位贏得最佳導演獎的女性。洛杉磯時報（页面存档备份，存于）
- 土耳其东部埃拉泽省发生里氏6.0级地震，导致57人死亡，至少100人受伤。中国新闻网（页面存档备份，存于）

## 3月9日
- 日本政府任命的一個小組當日承認，曾經在冷戰時與美國簽署秘密核武協定，允許美國攜帶核武器的戰艦在日本港口停靠。美聯社（页面存档备份，存于）
- 2009年图灵奖授予第一台现代个人电脑设计者查尔斯·萨克尔。CSDN（页面存档备份，存于）

## 3月11日
- 阿扎罗夫乌克兰议会批准，接替季莫申科成为新一任乌克兰总理。新华网 Archive.today的存檔，存档日期2013-04-28
- 福布斯杂志公布最新一期全球富豪榜，墨西哥电信大亨卡洛斯·斯利姆取代比尔·盖茨和沃伦·巴菲特成为世界首富。中国经济网（页面存档备份，存于）
- 中華民國法務部部長王清峰因為拒絕簽署死刑執行令言論引發爭議，請辭獲准。中央社

## 3月12日
- 俄罗斯和印度签署一系列防务和核能合作协议，包括俄罗斯将为印度建造16座核反应堆。新华网 BBC中文网（页面存档备份，存于）
- 第10届冬季残疾人奥林匹克运动会在温哥华市中心不列颠哥伦比亚体育馆开幕。新华网 Archive.today的存檔，存档日期2013-04-28
- 波音737（group 1~4）的平穩定翼升降舵軸承發現有飛安問題，美國聯邦航空總署發佈緊急適航指令（EAD）要求各航空公司在12天之內，依據波音公司發出的緊急技術通報（ASB），完成檢查。
- 3月7日至3月12日—第29届国际精算师大会（International Congress of Actuaries）于南非开普敦举行。[來源請求]

## 3月13日
- 中国人民政治协商会议第十一届全国委员会第三次会议在人民大会堂闭幕。澳門前行政長官何厚鏵當選全國政協副主席。新華網（页面存档备份，存于） 新华网（页面存档备份，存于）

## 3月14日
- 第十一届全国人民代表大会第三次会议在批准政府工作报告、全国人大常委会工作报告及其他重要报告，表决通过关于修改《选举法》的决定，完成各项议程后在人民大会堂闭幕。新华网（页面存档备份，存于）

## 3月15日
- 效力AC米蘭的英格蘭球星大衛·貝克漢接受手術，接駁較早前在義大利甲組足球聯賽對基爾禾足球俱樂部時撕裂的筋鍵。但由於須休養六個月，肯定無法參加2010年世界杯足球賽。蘇格蘭人報（页面存档备份，存于）
- 美國展開十年一度的人口普查。達拉斯晨報
- 最後一屆香港中學會考開始。[來源請求]

## 3月16日
- 泰国反独裁民主联盟在首都曼谷游行示威，要求总理阿披实下台，解散国会，重新大选。中国新闻网
- 位於烏干達首都坎帕拉的世界遺產卡蘇比王陵失火，主建築基本被燒燬。新華網（页面存档备份，存于）

## 3月17日
- 根據以瑞士日內瓦為基地的國際機場協會的資料，北京首都國際機場去年的旅客流量超越了芝加哥奧黑爾國際機場，名列全球第三。商業周刊（页面存档备份，存于）

## 3月18日
- 華盛頓公約組織以68票反對、20票贊成、30票棄權，否決了由摩納哥提出、禁止北方藍鰭金槍魚和北極熊跨國交易的提案。華盛頓郵報（页面存档备份，存于）
- 俄罗斯数学家格里戈里·佩雷尔曼因为证明庞加莱猜想而成为美国克雷数学研究所设立的千禧年大奖的首位得主。俄罗斯新闻网中国青年报（页面存档备份，存于）

## 3月19日
- 美国已故摇滚歌手迈克尔·杰克逊的遗产继承人与索尼音乐娱乐公司在日前签订一份2.5亿美元的唱片合约，成为史上金额最高的唱片合约。新华网（页面存档备份，存于）

## 3月20日
- 教皇本笃十六世发表牧函，首次向爱尔兰天主教会中遭到神职人员性侵犯的儿童道歉。中国新闻网（页面存档备份，存于）
- 在冰岛首都雷克雅未克东南方向的埃亚菲亚德拉冰盖冰川的火山在午夜前后喷发，数百人疏散。全部国内航班和部分国际航班被临时取消。新华网（页面存档备份，存于）
- 法國舉行地方選舉的第二輪投票。[來源請求]

## 3月21日
- 起源于蒙古国的沙塵暴自19日起陆续侵袭中国大陆、韩国、日本、台湾、香港等国家和地区。人民网（页面存档备份，存于）中国网（页面存档备份，存于）环球网（页面存档备份，存于）中国新闻网（页面存档备份，存于）
  - 台灣空氣懸浮微粒達到史上最高的每立方公尺1000微克。中時電子報
  - 韓國大邱達每立方公尺1000微克，創2005年以來最差紀錄。韓國時報（页面存档备份，存于）
- 第10届冬季残疾人奥林匹克运动会在加拿大惠斯勒闭幕，德国代表团以13枚金牌名列金牌榜首位。新华网 Archive.today的存檔，存档日期2013-04-28

## 3月22日
- 美國眾議院以219：212通過總值9400億美元的醫療改革法案，讓把3400萬人納入醫療保險範圍。美國廣播公司（页面存档备份，存于）

## 3月23日
- 谷歌公司宣布停止对谷歌中国搜索服务的内容审查，并将搜索服务由中国大陆转至香港。BBC中文网（页面存档备份，存于）新华网（页面存档备份，存于）

## 3月24日
- 挪威科学院宣布将2010年度阿贝尔奖授予美国数学家约翰·泰特，以表彰他在数论方面做出的贡献。新华网（页面存档备份，存于）
- 位于孟加拉湾，孟加拉国和印度两国具有领土争议的南达尔帕蒂岛因全球变暖引起的海平面上升而被海水完全淹没。羊城晚报

## 3月25日
- 菲律賓馬尼拉發生規模6的地震，影響1200萬人，菲律賓火山暨地震研究所（PhilippineInstitute of Volcanology and Seismology）表示，震央在馬尼拉西南方約100公里處，規模6.0。美國地質調查所（US Geological Survey）則表示，地震規模6.1，震央位在馬尼拉西南方137公里，深度為72公里。[1]

## 3月26日
- 韓國海軍天安号护卫舰在黃海白翎島附近海域巡邏时因船尾发生不明原因的爆炸而沉沒，舰上58人获救、46人失蹤。CNN（页面存档备份，存于）、中央廣播電台、香港電台（页面存档备份，存于）新华网（页面存档备份，存于）
- 伊拉克前总理伊亚德·阿拉维率领的伊拉克名单在3月7日举行的议会选举中获胜，成为议会内最大的政党。新华网
- 地球一小时活动在世界各地举行。新华网

## 3月28日
- 俄罗斯政府宣布将全国时区的数量由11个缩减到9个，萨马拉时间和堪察加时间被撤消。凤凰网（页面存档备份，存于）
- 中国吉利集团在瑞典哥德堡与美国福特汽车公司签署最终股权收购协议，获得沃尔沃汽车公司的全部股权及相关资产。新华网（页面存档备份，存于）

## 3月29日
- 俄罗斯莫斯科地鐵的盧比揚卡站和文化公園站先後發生两起自杀式炸弹袭击事件，造成至少37人死亡、64人受伤。每日電訊報（页面存档备份，存于）新华网（页面存档备份，存于）
- 波多黎各歌手瑞奇馬丁在微型博客推特承認自己是同性戀者。滾石雜誌（页面存档备份，存于）
- 緬甸全國民主聯盟宣佈不會參與今年舉行的大選，抗議選舉法例不公。英國廣播公司（页面存档备份，存于）
- 美國聯邦調查局在俄亥俄、印第安那和密西根先後拘捕九人，搗毀一個推翻政府、自稱為「基督教戰士」意圖的武裝組織。人民網
- 美国凯悦基金会宣布将2010年普利兹克奖授予日本SANAA事务所的两名建筑师妹岛和世和西泽立卫。中新网（页面存档备份，存于）
- 中国上海市第一中级人民法院对力拓案作出一审判决，以非国家工作人员受贿罪、侵犯商业秘密罪判处力拓集团雇员胡士泰等四人7至14年有期徒刑。新华网（页面存档备份，存于）

## 3月30日
- 欧洲大型強子對撞機实施总能量达7万亿电子伏特的质子束流对撞成功。新华网（页面存档备份，存于）
- 哥倫比亞最大的反政府武裝哥倫比亞革命武裝力量釋放了一名被其扣押了12年的政府軍人質。英國廣播公司（页面存档备份，存于）